# اکتاویوس – سن پیترو – موزه‌های واتیکان
اکتاویوس – سن پیترو – موزه‌های واتیکان (انگلیسی: Ottaviano – San Pietro – Musei Vaticani) ایستگاهی در خط آ در متروی رم است.
از سال ۲۰۰۶، و برای آماده‌سازی جهت احداث خط سی، این ایستگاه محل کاوش‌های باستان‌شناسی بوده است. این ایستگاه، ایستگاه تبادل میان خطوط آ و سی خواهد بود.

## مکان‌های اطراف
- واتیکان
  - کلیسای سن پیترو
  - میدان سن پیترو